# إيمي غولدستاين
إيمي غولدستاين (بالإنجليزية: Amy Goldstein)‏ هي كاتبة سيناريو ومنتجة أفلام ومخرجة أمريكية، ولدت في 1958 في ميامي في الولايات المتحدة.

## وصلات خارجية
- إيمي غولدستاين على موقع IMDb (الإنجليزية)
- إيمي غولدستاين على موقع أول موفي (الإنجليزية)
- إيمي غولدستاين على موقع قاعدة بيانات الفيلم (الإنجليزية)
- إيمي غولدستاين على موقع كينوبويسك (الروسية)